# Chapelle de Marie-la-Misérable à Woluwe-Saint-Lambert
 (juillet 2024).
Si vous disposez d'ouvrages ou d'articles de référence ou si vous connaissez des sites web de qualité traitant du thème abordé ici, merci de compléter l'article en donnant les références utiles à sa vérifiabilité et en les liant à la section « Notes et références ».
La chapelle de Marie-la-Misérable (en néerlandais : Lenneke Marekapel) est un édifice religieux catholique de style gothique brabançon du XIVe siècle sis à la rue Van der Velde, à Woluwe-Saint-Lambert, commune de Bruxelles. Les services pastoraux y sont assurés par les pères Assomptionnistes.

## La légende de Marie la Misérable

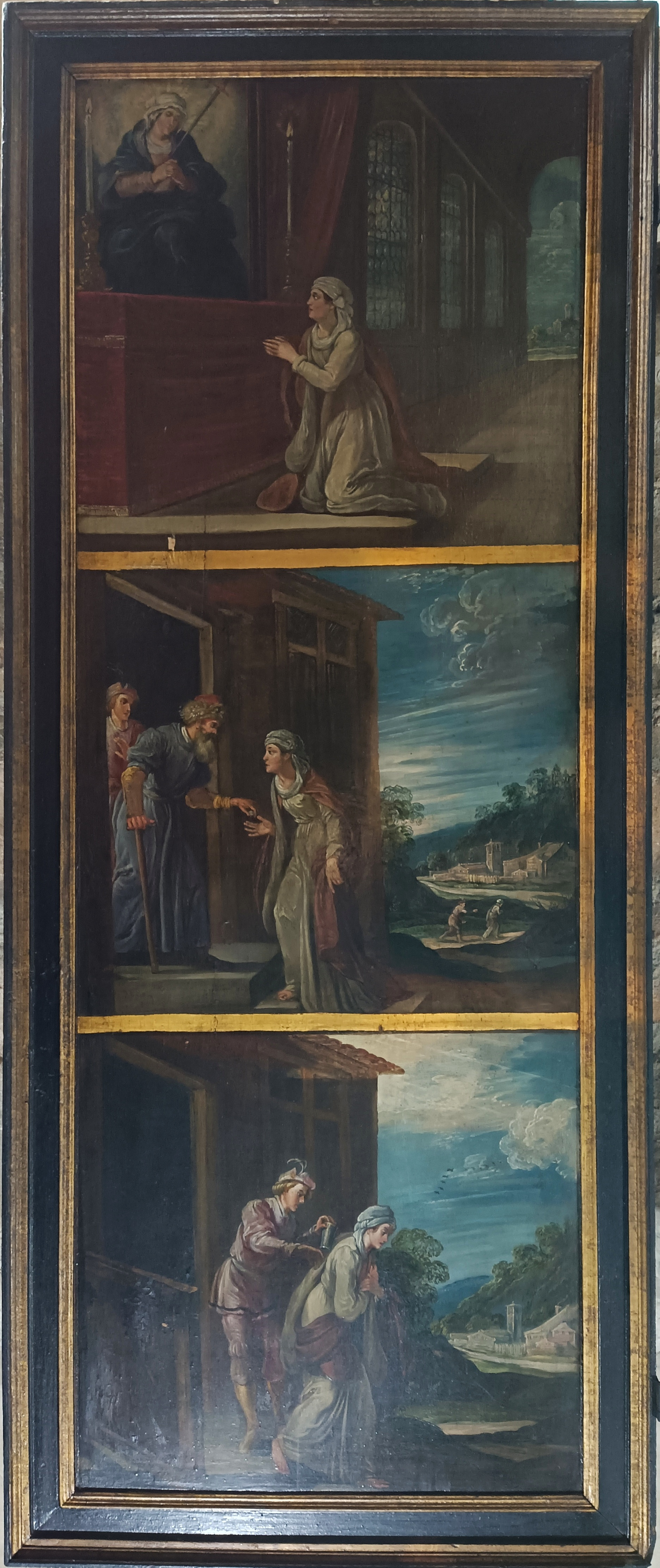
Triptyque gauche : Piété de Marie, demande en mariage et refus, ruse du vol de la coupe

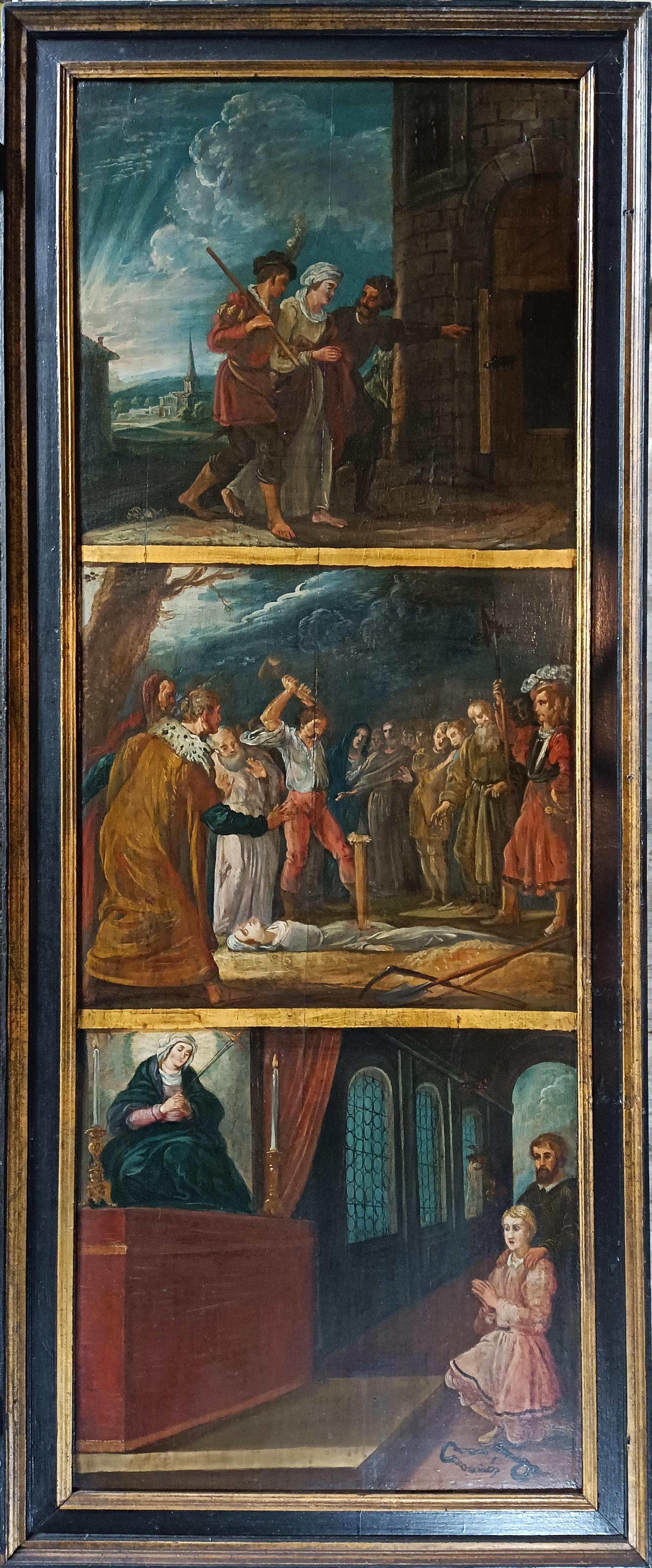
Triptyque droit : emprisonnement, exécution avec un pieux, vision et conversion du bourreau

Au début du XIVe siècle sous le règne du duc Jean II de Brabant vivait la belle Marie, au village de Woluwe-Saint-Pierre non loin de la ville de Bruxelles. Elle avait décidé de renoncer au monde et de vivre recluse. Un jour qu'elle traversait le bois de Lindthout, un riche seigneur de Bruxelles la trouvant jolie, l'accosta et tenta de la séduire, mais Marie le repoussa avec indignation. Celui-ci revint peu après et, profitant de son absence, il cacha dans sa cellule une coupe de valeur, la fit alors accuser de vol pour la contraindre à céder à ses avances, ce qu’elle refusa. Fou de rage, il l’a fit alors juger pour vol, vagabondage et sorcellerie. Marie fut condamnée, malgré ses dénégations, à être enterrée vivante. On enfonça à coups de maillet un pieu aiguisé dans son corps. Des miracles s'étant produits sur le lieu de son exécution, un pèlerinage se développa nécessitant l’édification de la chapelle.

## Historique
La chapelle est mentionnée dans un document du pape Urbain V datant de 1363. Elle aurait été édifiée à l'emplacement de l'exécution d'une recluse injustement condamnée.
Elle a sans doute appartenu à la même seigneurie que le Slot et le moulin de Lindekemale. Elle fut ensuite longtemps la propriété des seigneurs de Stockel, Georges III Kieffelt s'y fit inhumer au XVIIe siècle.
Au XXe siècle, en 1922, le marquis de la Boïssière-Thiennes en fit don aux Assomptionnistes qui la desservent encore aujourd'hui. La chapelle et le petit ermitage voisin ont été classés en 1959 et restaurés en 1972.

## Description
L’arcade séparant le chœur de la nef retombe sur des chapiteaux dont l’un est encore orné de feuilles de choux frisés. Le sanctuaire, la balustrade et la chaire de vérité forment un ensemble baroque du XVIIe siècle.
Au fond du sanctuaire, surplombant ll'ancien autel, se trouve un triptyque datant de 1609 illustrant six épisodes de la vie de Marie la Misérable (Lenneke Mare). D'après l'historien d'art Hans Vlieghe, ce tableau serait de David Teniers le vieux.
Dans la chapelle latérale se trouve un très ancien tronc en bois, sur pied: il date de 1473.

## Dans la littérature
Le dramaturge belge Michel de Ghelderode s’inspira de l’histoire de Marie-la-Misérable pour son mystère médiéval créé en 1952.  Marie la Misérable fut la dernière de ses pièces.

## Accessibilité
| ___ | Ce site est desservi par la station de métro : Vandervelde. |